# Parafia Najświętszej Maryi Panny Niepokalanie Poczętej w Oporowie
Parafia Najświętszej Maryi Panny Niepokalanie Poczętej w Oporowie – parafia rzymskokatolicka, znajdująca się w archidiecezji poznańskiej, w dekanacie krobskim.